# ريبيكا ستورم
ريبيكا ستورم (بالإنجليزية: Rebecca Storm)‏ هي مغنية وممثلة بريطانية، ولدت في 1958 في Shipley, West Yorkshire ‏ في المملكة المتحدة.

## وصلات خارجية
- الموقع الرسمي
- ريبيكا ستورم على موقع IMDb (الإنجليزية)